# Баран (коммуна)
Бара́н (фр. Baren, окс. Varenh) — коммуна во Франции, находится в регионе Юг — Пиренеи. Департамент — Верхняя Гаронна. Входит в состав кантона Сен-Беа. Округ коммуны — Сен-Годенс.
Код INSEE коммуны — 31046.

## География
Коммуна расположена приблизительно в 680 км к югу от Парижа, в 110 км к юго-западу от Тулузы.

## Климат
Климат умеренно-океанический. Зима мягкая и снежная, весна характеризуется сильными дождями и грозами, лето сухое и жаркое, осень солнечная. Преобладают сильные юго-восточные и северо-западные ветры.

## Население
Население коммуны на 2010 год составляло 5 человек.
| 1962 | 1968 | 1975 | 1982 | 1990 | 1999 | 2010 |
| ---- | ---- | ---- | ---- | ---- | ---- | ---- |
| 11   | 8    | 8    | 6    | 6    | 8    | 5    |

## Администрация
| Период | Период | Фамилия      | Партия | Примечания |
| ------ | ------ | ------------ | ------ | ---------- |
| 2000   | 2014   | Жозеф Шаван  |        |            |
| 2014   | 2020   | Патрик Анкос |        |            |

## Экономика
В 2010 году среди 3 человек трудоспособного возраста (15—64 лет) 2 были экономически активными, 1 — неактивным (показатель активности — 66,7 %, в 1999 году было 40,0 %). Из 2 активных жителей работали 2 человека (1 мужчина и 1 женщина), безработных не было. Среди 1 неактивного 0 человек были учениками или студентами, 1 — пенсионером, 0 были неактивными по другим причинам.

## Достопримечательности
- Церковь Св. Петра в оковах